# Берк, Рис
Рис Фредерик Джеймс Берк (англ. Reece Frederick James Burke; род. 2 сентября 1996[…], Ньюэм, Большой Лондон) — английский футболист, защитник клуба «Чарльтон Атлетик».

## Клубная карьера
В возрасте девяти лет присоединился к академии «Вест Хэма». 5 января 2014 года дебютировал за основной состав в проигранном матче (0:5) Кубка Англии против «Ноттингем Форест» на стадионе «Сити Граунд». В товарищеском предсезонном матче с «Сампдорией» в компенсированное время после 90 минуты забил свой первый гол за клуб, благодаря которому была одержана победа — 3:2. Позже отыграл 120 минут во втором раунде Кубка Лиги против «Шеффилд Юнайтед». В Премьер-лиге дебютировал 25 апреля 2015 года в ничейной встрече (0:0) с «Куинз Парк Рейнджерс».
20 августа 2015 года отправился в аренду в клуб английской Первой Лиги «Брэдфорд Сити». 5 сентября забил первый гол за клуб в ворота «Олдэм Атлетик», благодаря которому его команда одержала гостевую победу со счётом 2:1. 18 сентября арендное соглашение закончилось, и Берк вернулся в Лондон для лечения травмы. Вскоре «Брэдфорд» повторно арендовал игрока, сроком до 2 января 2016 года. 26 апреля 2016 года в активе защитника было 7 клубных наград, включая «Игрока года».
Уже сыгравший пару матчей за «Вест Хэм» в Лиге Европы футболист, 30 августа 2016 года на правах аренды до конца сезона перешёл в клуб Чемпионшипа «Уиган Атлетик». Первый гол за команду забил 28 ноября 2016 года на стадионе «Ди-дабл-ю» (DW), в победной игре (2:1) с «Хаддерсфилд Тауном».
1 августа 2017 года Рис, вместе со своим одноклубником Джошом Калленом, был арендован командой клуба «Болтон Уондерерс» до конца года. В январе 2018 года был отозван с аренды своим родным клубом и сразу же получил место в основном составе в матче 3-го раунда Кубка Англии против «Шрусбери Таун», который завершился нулевой ничьей. В матче переигровки на «Олимпийском» стадионе в Лондоне забил первый гол за клуб в добавленное время, что позволило команде пройти дальше. 31 января 2018 года стало известно, что Рис возвращается в «Болтон».
31 января 2018 года был вновь арендован клубом «Болтон Уондерерс». На этот раз сыграл 11 матчей, результативными действиями не отличился.
Летом того же года Берк подписывает с «Халл Сити» трёхлетний контракт, сумма трансфера, по неподтверждёным данным, составила £1,5 млн. Он дебютировал в первом туре сезона 2018/19, 6 августа 2018 года дома против «Астон Виллы». Матч завершился поражением со счётом 1:3. Свой дебютный гол за новый клуб он забил в первом раунде Кубка Англии 7 ноября 2020 года, поразив ворота «Флитвуд Таун» и поспособствовав победе команды в матче, окончившемся со счётом 2:0.
2 июня 2021 года Рис на правах свободного агента подписал контракт с «Лутон Таун» и присоединился к команде в конце месяца.

## Клубная статистика
| Выступление      | Выступление      | Выступление      | Лига | Лига | Кубки | Кубки | Прочее | Прочее | Итого | Итого |
| Клуб             | Лига             | Сезон            | Игры | Голы | Игры  | Голы  | Игры   | Голы   | Игры  | Голы  |
| ---------------- | ---------------- | ---------------- | ---- | ---- | ----- | ----- | ------ | ------ | ----- | ----- |
| Вест Хэм         | Премьер-лига     | 2013/14          | —    | —    | 1     | 0     | —      | —      | 1     | 0     |
| Вест Хэм         | Премьер-лига     | 2014/15          | 5    | 0    | 1     | 0     | —      | —      | 6     | 0     |
| Вест Хэм         | Премьер-лига     | 2015/16          | —    | —    | —     | —     | 3      | 0      | 3     | 0     |
| Вест Хэм         | Премьер-лига     | 2016/17          | —    | —    | —     | —     | 2      | 0      | 2     | 0     |
| Вест Хэм         | Премьер-лига     | 2017/18          | —    | —    | 3     | 1     | —      | —      | 3     | 1     |
| Вест Хэм         | Итого            | Итого            | 5    | 0    | 5     | 1     | 5      | 0      | 15    | 1     |
| → Брэдфорд       | Лига 1           | 2015/16          | 34   | 2    | 2     | 0     | —      | —      | 36    | 2     |
| → Брэдфорд       | Итого            | Итого            | 34   | 2    | 2     | 0     | —      | —      | 36    | 2     |
| → Уиган          | Чемпионшип       | 2016/17          | 10   | 1    | —     | —     | —      | —      | 10    | 1     |
| → Уиган          | Итого            | Итого            | 10   | 1    | —     | —     | —      | —      | 10    | 1     |
| → Болтон         | Чемпионшип       | 2017/18          | 25   | 1    | 1     | 0     | —      | —      | 26    | 1     |
| → Болтон         | Итого            | Итого            | 25   | 1    | 1     | 0     | —      | —      | 26    | 1     |
| Халл Сити        | Чемпионшип       | 2018/19          | 34   | 0    | 1     | 0     | —      | —      | 35    | 0     |
| Халл Сити        | Чемпионшип       | 2019/20          | 36   | 0    | 1     | 0     | —      | —      | 37    | 0     |
| Халл Сити        | Лига 1           | 2020/21          | 34   | 4    | 2     | 1     | 1      | 0      | 37    | 5     |
| Халл Сити        | Итого            | Итого            | 104  | 4    | 4     | 1     | 1      | 0      | 109   | 5     |
| Лутон Таун       | Чемпионшип       | 2021/22          | 29   | 1    | 3     | 2     | —      | —      | 32    | 3     |
| Лутон Таун       | Чемпионшип       | 2022/23          | 9    | 2    | 2     | 0     | —      | —      | 11    | 2     |
| Лутон Таун       | Итого            | Итого            | 38   | 3    | 5     | 2     | —      | —      | 43    | 5     |
| Всего за карьеру | Всего за карьеру | Всего за карьеру | 216  | 11   | 17    | 4     | 6      | 0      | 239   | 15    |

## Достижения

### «Халл Сити»
- Чемпион Лиги 1: 2020/21

### Индивидуальные
- Молодой игрок года «Вест Хэм Юнайтед»: 2014/15[28]
- Игрок года «Брэдфорд Сити»: 2015/16[13]